# Misano di Gera d'Adda
Misano di Gera d'Adda [miˈzaːno diˈʤeːɾa ˈdadːa] (Misà [miˈza] in dialetto bergamasco, semplicemente Misano fino al 1863) è un comune italiano di 3 027 abitanti della provincia di Bergamo in Lombardia. Situato nella regione della Gera d'Adda, al confine fra le province di Bergamo, Milano e Cremona, si trova a circa 25 chilometri a sud del capoluogo orobico.

## Storia
Il paese si trovava anticamente nell'area dell'isola Fulcheria, una striscia di terra attorniata da una regione paludosa molto estesa, il lago Gerundo.
I primi insediamenti stabili sul territorio risalgono al I secolo a.C. come si evince da resti risalenti al periodo della colonizzazione gallica.
La zona archeologica venne individuata in un campo prospiciente alla strada che congiunge Misano alla vicina Capralba; qui sono state rinvenute una tomba gallica con corredo di spada in ferro, fibule e vasellame in bronzo, un unguentario d'alabastro e altre suppellettili.
Tali resti sono considerati tanto importanti da essere stati inseriti in numerose mostre di livello nazionale riguardanti la presenza dei Galli in Italia.
Pochi invece sono i segni della presenza romana, che prima si integrò e poi sostituì i vecchi abitanti.
Il primo documento scritto in cui si menziona il paese risale al 962 quando, con il placito della vicina comunità di Caravaggio, il conte Gisalberto II assunse il possesso dell'intera isola Fulcheria.
Nel XIII secolo si insediò la Signoria della famiglia ghibellina dei Secco, per volere dell'imperatore Federico II.
Nel luogo dove sorge l'attuale chiesa di San Rocco sorgeva anticamente una torre di probabile origine alto-medievale, trasformata in torre di difesa dai guelfi e successivamente distrutta dai ghibellini di Crema nel 1246. Misano fu dunque un borgo fortificato; quando il suo castello venne demolito, i materiali edili ricavati vennero impiegati per la costruzione del Santuario di Caravaggio.
In seguito a due gravi incendi, l'uno nel 1559, e l'altro, ancor più grave, nel 1725, durante il quale venne distrutta la vecchia chiesa di Sant'Andrea, il borgo di Misano ottenne un'esenzione dal pagamento delle tasse allo Stato di Milano.
Il 19 agosto 1835 una meteora cadde nel territorio del comune causando danni trascurabili.

### Simboli
Simboli del comune sono lo stemma e il gonfalone concessi con D.P.R. del 23 novembre 1988.
(DPR 23 novembre 1988)
Il gonfalone è un drappo partito di giallo e di rosso.

## Monumenti e luoghi d'interesse

Parrocchiale San Lorenzo

L'edificio più rilevante del borgo è certamente l'imponente palazzo Visconti Guida Fugazzola, risalente al XVIII secolo; attuale sede del municipio, presenta una caratteristica pianta ad U ed un grazioso giardino.
La chiesa parrocchiale, già documentata nel X secolo, è intitolata a san Lorenzo, patrono del comune; fu ampliata nel XVI-XVII secolo, ricostruita nel 1786 e nuovamente ritoccata nel 1934. Al suo interno ospita dipinti di P. Galinone e Bernardino Galliari.
Altro edificio sacro degno di nota è la chiesetta di San Rocco, già Madonna della Fonte nel 1448, modificata nel 1612.
È caratteristica l'architettura delle cascine locali, situate nelle campagne che circondano il borgo, e in particolare quella della cascina Solferino.

## Società

### Evoluzione demografica
- 438 nel 1751
- 713 nel 1805
- annessione a Vailate nel 1810
- 662 nel 1816
- 999 nel 1853

Abitanti censiti

## Economia
Il territorio comunale ospita 61 attività industriali con 377 addetti pari al 52,43% della forza lavoro occupata, 43 attività di servizio con 112 addetti pari al 5,98% della forza lavoro occupata, altre 50 attività di servizio con 169 addetti pari al 15,58% della forza lavoro occupata e 11 attività amministrative con 102 addetti pari al 6,95% della forza lavoro occupata.
Risultano occupati complessivamente 719 individui, pari al 27,76% del numero complessivo di abitanti del comune.
Nella zona, oltre ad aziende agricole, di cui è testimonianza la secolare storia dei ruscelli, si sono sviluppate piccole fabbriche metalmeccaniche, laboratori di abbigliamento ed imprese edili. Restano di grande impatto scenico le verdi campagne del circondario di Misano, costellate di sorgenti naturali: le "Sorgenti Gaverine".